# Галаринос
Галаринос (грч. Γαλαρινός) је насељено место у општини Полигирос у периферији Средишња Македонија, Грчка. Према попису из 2021. године било је 303 становника.
Према бугарском географу и историчару, Василу Канчову, у Галариносу је 1900. године живело 175 Грка.